# Taft (Califòrnia)
Taft és una població dels Estats Units a l'estat de Califòrnia. Segons el cens del 2000 tenia 6.400 habitants.

## Demografia
Segons el cens del 2000, Taft tenia 6.400 habitants, 2.233 habitatges, i 1.565 famílies. La densitat de població era de 163,2 habitants/km².
Dels 2.233 habitatges en un 33,6% hi vivien nens de menys de 18 anys, en un 53,9% hi vivien parelles casades, en un 10,7% dones solteres, i en un 29,9% no eren unitats familiars. En el 24,9% dels habitatges hi vivien persones soles l'11,8% de les quals corresponia a persones de 65 anys o més que vivien soles. El nombre mitjà de persones vivint en cada habitatge era de 2,62 i el nombre mitjà de persones que vivien en cada família era de 3,09.
Per edats la població es repartia de la següent manera: un 25,6% tenia menys de 18 anys, un 12,1% entre 18 i 24, un 27,9% entre 25 i 44, un 21,5% de 45 a 60 i un 12,8% 65 anys o més.
L'edat mediana era de 34 anys. Per cada 100 dones de 18 o més anys hi havia 109,6 homes.
La renda mediana per habitatge era de 33.861 $ i la renda mediana per família de 42.468 $. Els homes tenien una renda mediana de 47.000 $ mentre que les dones 26.838 $. La renda per capita de la població era de 17.564 $. Entorn del 13,1% de les famílies i el 17,5% de la població estaven per davall del llindar de pobresa.

## Poblacions més properes
El següent diagrama mostra les poblacions més properes.